# Solly March
Pour les articles homonymes, voir March.
Solomon Benjamin « Solly » March, né le 20 juillet 1994 à Eastbourne, est un footballeur anglais qui évolue au poste de milieu latéral à Brighton & Hove Albion.

## Carrière

### En club
Il participe à la montée de Brighton & Hove Albion en première division lors la saison 2016-2017, où le club termine deuxième du championnat.

### En sélection
Solly March participe au Tournoi de Toulon en 2014 avec l'équipe d'Angleterre des moins de 20 ans.
Le 3 septembre 2015 il fait ses débuts pour l'Angleterre espoirs lors d'un match contre les États-Unis.

## Statistiques

### En club
| Saison                | Club                   | Championnat           | Championnat | Championnat | Coupe nationale | Coupe nationale | Coupe de la Ligue | Coupe de la Ligue | Compétition(s) continentale(s) | Compétition(s) continentale(s) | Compétition(s) continentale(s) | Play-offs | Play-offs | Total | Total |
| Saison                | Club                   | Division              | M.          | B.          | M.              | B.              | M.                | B.                | Comp.                          | M.                             | B.                             | M.        | B.        | M.    | B.    |
| 2013-2014             | Brighton & Hove Albion | Championship          | 23          | 0           | 4               | 1               | -                 | -                 | -                              | -                              | -                              | 1         | 0         | 28    | 1     |
| 2014-2015             | Brighton & Hove Albion | Championship          | 11          | 1           | 2               | 0               | -                 | -                 | -                              | -                              | -                              | -         | -         | 13    | 1     |
| 2015-2016             | Brighton & Hove Albion | Championship          | 16          | 3           | -               | -               | 1                 | 0                 | -                              | -                              | -                              | -         | -         | 17    | 3     |
| 2016-2017             | Brighton & Hove Albion | Championship          | 25          | 3           | 2               | 0               | -                 | -                 | -                              | -                              | -                              | -         | -         | 27    | 3     |
| 2017-2018             | Brighton & Hove Albion | Premier League        | 36          | 1           | 3               | 0               | 1                 | 0                 | -                              | -                              | -                              | -         | -         | 40    | 1     |
| 2018-2019             | Brighton & Hove Albion | Premier League        | 35          | 1           | 2               | 1               | -                 | -                 | -                              | -                              | -                              | -         | -         | 37    | 2     |
| 2019-2020             | Brighton & Hove Albion | Premier League        | 19          | 0           | -               | -               | -                 | -                 | -                              | -                              | -                              | -         | -         | 19    | 0     |
| 2020-2021             | Brighton & Hove Albion | Premier League        | 21          | 2           | 2               | 1               | -                 | -                 | -                              | -                              | -                              | -         | -         | 23    | 3     |
| 2021-2022             | Brighton & Hove Albion | Premier League        | 31          | 0           | 2               | 0               | -                 | -                 | -                              | -                              | -                              | -         | -         | 33    | 0     |
| 2022-2023             | Brighton & Hove Albion | Premier League        | 33          | 7           | 4               | 1               | 2                 | 0                 | -                              | -                              | -                              | -         | -         | 39    | 8     |
| 2023-2024             | Brighton & Hove Albion | Premier League        | 7           | 3           | -               | -               | 1                 | 0                 | C3                             | 2                              | 0                              | -         | -         | 10    | 3     |
| Sous-total            | Sous-total             | Sous-total            | 257         | 21          | 21              | 4               | 5                 | 0                 | -                              | 2                              | 0                              | 1         | 0         | 286   | 25    |
| Total sur la carrière | Total sur la carrière  | Total sur la carrière | 257         | 21          | 21              | 4               | 5                 | 0                 | -                              | 2                              | 0                              | 1         | 0         | 286   | 25    |